# Yorktown (Iowa)
Yorktown – miasto w Stanach Zjednoczonych, w stanie Iowa, w hrabstwie Page. Zgodnie ze spisem statystycznym z 2000 roku, miasto liczyło 82 mieszkańców.